# Fissurella coarctata
Fissurella coarctata is een slakkensoort uit de familie van de Fissurellidae. De wetenschappelijke naam van de soort is voor het eerst geldig gepubliceerd in 1831 door King & Broderip.